# Брестовац (Хрватска)
Брестовац је насељено место и седиште истоимене општине у западној Славонији, Хрватска.

## Историја
Место је 1885. године било у Пакрачком изборном срезу за црквено-народни сабор у Карловцима. Ту је записано 579 православаца.
До нове територијалне организације налазио се у саставу бивше велике општине Славонска Пожега.

## Становништво
На попису становништва 2011. године, општина Брестовац је имала 3.726 становника, од чега у самом Брестовцу 670.

### Попис 2001.
По попису становништва из 2001. године, општина Брестовац је имала 4.028 становника, од чега је у самом Брестовцу живело 796 становника.

### Попис 1991. (Општина Брестовац)
До нове територијалне организације, општина Брестовац се налазила у саставу бивше велике општине Славонска Пожега. Национални састав општине Брестовац, по попису из 1991. године је био следећи:
| година пописа | укупно | Хрвати         | Срби           | Југословени | остали      |
| ------------- | ------ | -------------- | -------------- | ----------- | ----------- |
| 1991.         | 5.395  | 3.176 (58,86%) | 1.894 (35,10%) | 138 (2,55%) | 187 (3,46%) |

### Попис 1991. (Брестовац)
На попису становништва 1991. године, насељено место Брестовац је имало 683 становника, следећег националног састава:
| Попис 1991.‍  | Попис 1991.‍  | Попис 1991.‍ | Попис 1991.‍ | Попис 1991.‍ |
| ------------ | ------------ | ----------- | ----------- | ----------- |
|              |              |             |             |             |
| Хрвати       | Хрвати       |             | 601         | 87,99%      |
| Срби         | Срби         |             | 36          | 5,27%       |
| Југословени  | Југословени  |             | 10          | 1,46%       |
| Албанци      | Албанци      |             | 3           | 0,43%       |
| Чеси         | Чеси         |             | 2           | 0,29%       |
| Мађари       | Мађари       |             | 1           | 0,14%       |
| неопредељени | неопредељени |             | 14          | 2,04%       |
| непознато    | непознато    |             | 16          | 2,34%       |
| укупно: 683  |              |             |             |             |